# 로미나 포데로사
《로미나 포데로사》(스페인어: Romina poderosa)는 2023년 방영된 콜롬비아의 텔레노벨라이다.